# Łazówek
Łazówek (Język staroruski: Łazowo) – wieś w Polsce położona w województwie mazowieckim, w powiecie sokołowskim, w gminie Sterdyń. Ma status sołectwa.
W latach 1975–1998 miejscowość administracyjnie należała do województwa siedleckiego.
Łazówek jest siedzibą rzymskokatolickiej parafii Wniebowzięcia NMP.

## Położenie
Łazówek leży 21 km na północny wschód od Sokołowa Podlaskiego, na granicy malowniczego Nadbużańskiego Parku Krajobrazowego. 

## Części wsi
| SIMC    | Nazwa    | Rodzaj    |
| ------- | -------- | --------- |
| 0690588 | Dworskie | część wsi |
| 0690602 | Granie   | kolonia   |
| 0690594 | Komarnik | część wsi |

## Historia
Już w XV wieku Łazówek był zapewne sporą wsią, ponieważ dokumenty wskazują, iż w roku 1486 król Kazimierz Jagiellończyk nadał jej przywilej służby ziemskiej wojennej, co było nie lada zaszczytem.

### Sanktuarium Maryjne w Łazówku
Sanktuarium Pocieszenia w Łazówku związane jest z tradycją, która podaje, że w połowie XVI wieku dziedziczka z Łazowa spacerując, zobaczyła na wielkim kamieniu, wśród jasności Najświętszą Maryję Pannę i usłyszała głos, aby tutaj często przychodziła na modlitwę.
W miejscu tym, oddalonym od Łazowa o ok. 2 km, ówczesny dziedzic zbudował pierwszy drewniany kościół, obudowując nim czczony przez wiernych kamień. Umieszczono na nim obraz Matki Boskiej z Dzieciątkiem, który zasłynął licznymi łaskami.
W latach 1772–1875 kościół w Łazówku był świątynią unicką, a od 1875 do 1919 roku była tu cerkiew prawosławna. W początkach sierpnia 1913 roku kilku duchownych prawosławnych, zakonnic i strażników wyjęło z ołtarza Cudowny Obraz, a na jego miejsce wstawiło kopię.
Obraz Matki Boskiej przewieziony został do klasztoru w Wirowie. W 1915 roku zakonnice opuszczając Wirów, wywiozły Cudowny Obraz w głąb Rosji. W okresie międzywojennym trwały poszukiwania Cudownego Obrazu w Rosji i w Rumunii. Skończyły się one jednak niepowodzeniem.
W latach 1983–1987 wzniesiono w Łazówku murowaną świątynię według projektu Ryszarda Wądołowskiego, której patronuje Matka Boża Pocieszenia. W lewej bocznej nawie znajduje się wierna kopia pierwszego obrazu wykonana przez prof. Edwarda Jarmosiewicza z Bezwoli, która została uroczyście intronizowana przez biskupa Jana Mazura 20 maja 1977 roku.
Wielki kamień, na którym ukazała się Piękna Pani, stał się fundamentem ołtarza. Fragment jego można zobaczyć przez drewnianą kratę znajdującą się przed ołtarzem.